# 辉特下后旗
辉特下后旗，清代蒙古旧旗名。清朝乾隆二十年（1755年），辉特台吉达玛璘从叔父罗卜藏率众归清，封扎薩克一等台吉，以辉特部置旗。初驻牧扎克拜达里克（喀尔喀赛音诺颜部内），继迁额克阿喇勒、额尔齐斯。乾隆二十三年（1758年），定牧于科布多城北乌兰古木（今蒙古国乌布苏省乌兰固木）。下设1佐领。与杜尔伯特右翼三旗同游牧，隶赛音济雅哈图右翼盟，属科布多参赞大臣管辖。乾隆四十七年（1782年）诏世袭罔替。1912年地入蒙古国。